# Het etmaal der getuigen
Het etmaal der getuigen (ondertitel: Een paasspel) is een hoorspel van Theun de Vries. De NCRV zond het uit op zondag 14 april 1974, van 22:05 uur tot 23:00 uur. De regisseur was Johan Wolder.

## Rolbezetting
- Jan Borkus (Petrus)
- Jaap Wieringa (Andreas)
- Edo van Dijken (Jacobus)
- Aart Staartjes (Thomas)
- Martin Simonis (Johannes)
- Huib Broos (Judas)
- Hidde Maas (Simon van Kana)
- Ad Fernhout (Mattheus)
- Bert Dijkstra (Kleopas)
- Jos Lubsen & Jaap Hoogstraten (verdere medewerkenden)

## Inhoud
Het hoorspel speelt in het Jeruzalem van het jaar 33. Jezus heeft de discipelen gevraagd het Pascha voor te bereiden. Ze hopen en verwachten eigenlijk ook dat de meester dit keer het verlossende woord zal spreken waarop ze in opstand kunnen komen tegen de gehate Romeinen en met het Sanhedrin. “Hoe kunnen wij ooit een nieuw rijk grondvesten als er nooit één vreemde soldaat op onze bodem staat?” vraagt Simon zich af. De spanning bij de discipelen stijgt. Zal het nu werkelijk gebeuren? Zullen zijn vreemde woorden over het koninkrijk, waar gerechtigheid heerst, nu eindelijk in vervulling gaan? Judas gelooft er niet meer in: “Hij praat en filosofeert en vertelt fabels en parabels, maar de daden die hij al lang had moeten voorbereiden, die blijven uit...”